# Lieke Klaus
Lieke Hermina Johanna Klaus (Wijchen, 28 oktober 1989) is een Nederlandse BMX-ster. Ze is aangesloten bij FCV Wycross.
Klaus behoorde tot de wereldtop van de BMX. Ze werd voor het eerst Nederlands kampioen bij de Elite vrouwen in 2006. In 2007 won ze bij de Junior vrouwen op het WK in Vancouver de bronzen medaille. In 2008 werd Klaus Nederlands Kampioen en behaalde ze op het WK in Taiyuan de kwartfinale bij de Elite vrouwen. Tevens kwalificeerde ze zich voor de Olympische Spelen van Peking, waarbij dit sportonderdeel voor het eerst onderdeel uitmaakte van het olympische programma.
In Peking werd ze in de halve finale bij de drie wedstrijden respectievelijk vierde, vierde en vijfde. Met het totaal van dertien punten werd ze vijfde en miste ze op slechts één punt een plek in de finale.
Ook in 2009 en 2010 schreef Klaus de Nederlandse titel op haar naam en in 2010 werd ze in Sandness ook Europees Kampioen. Bij het WK in Kopenhagen in 2011 eindigde Klaus in de finale als vierde waarmee ze een halve olympische nominatie verdiende voor de Olympische Spelen 2012 in Londen. Een paar weken later tijdens de Wereldbeker in Londen behaalde ze haar hele nominatie. 
Klaus won de Nederlandse titel in 2012, maar ging niet naar de Olympische Spelen in Londen. Bondscoach Bas de Bever koos voor Laura Smulders, ondanks het feit dat zij een punt minder had in de interne ranking. In de regel van de KNWU was echter ook opgenomen dat de bondscoach op basis van de "dan geldende internationale verhoudingen" één voordracht mocht doen. De Bever koos voor Smulders omdat zij zowel in de UCI-ranking als de Wereldbekerstand er aanzienlijk beter voorstond dan Klaus. De rechter gaf aan dat De Bever daarmee in zijn recht stond.
Klaus stopte in 2015 als BMX en ging aan de slag als business-analist in de IT-sector.